# Fra Brandes til Rifbjerg
|  | Denne artikel er oprettet af botten PalnaBot ud fra en ekstern database. Den kan derfor have sproglige fejl eller mangler. Denne skabelon kan fjernes efter kontrol af indholdet. |

Fra Brandes til Rifbjerg er en film instrueret af Ole Henning Hansen efter eget manuskript.

## Handling
De folk her gav os deres drømme, de gav vore drømme ord, de viste os verden, de fortolkede verden for os. De pustede nyt liv i sproget, og de støvede det af. De forærede os historier, historier om os selv, om vore naboer, om dem i de andre byer, i andre lande. De gav os sange, drama, drivende skyer, pegede på vores længselspunkter og satte fingeren på vores sorg. De gav os til os selv, de betød og betyder noget... Ja, det gjorde de, det gør de - de store danske forfattere som lever på film. Denne sjældne samling af levende billeder hvor dette århundredes afdøde og nulevende forfattere og digtere optræder, viser os Georg Brandes, Henrik Pontoppidan, Martin Andersen Nexø, Johannes V. Jensen, Thit Jensen, Karen Blixen, Otto Gelsted, Tom Kristensen, Jacob Paludan, Soya, Aksel Sandemose, H.C. Branner, Hans Scherfig, Halfdan Rasmussen, Tove Ditlevsen, Thorkild Bjørnvig, Poul Ørum, Ole Sarvig, Peter Seeberg, Frank Jæger, Benny Andersen, Jess Ørnsbo og Klaus Rifbjerg.